# Dmitri Wladimirowitsch Sjornow
Dmitri Wladimirowitsch Sjornow (russisch Дмитрий Владимирович Зёрнов; * 20. Märzjul. / 2. April 1907greg. in Moskau; † 11. September 1971 ebenda) war ein sowjetischer Physiker und Hochschullehrer.

## Leben
Sjornows Vater Wladimir Sernow war Physiker und gehörte zu den ersten sieben Professoren der 1909 gegründeten Universität Saratow. Sjornow wuchs in Saratow auf und kam 1917 in die 1. Klasse des Saratower Jungengymnasiums. Nach Oktoberrevolution und Bürgerkrieg kehrte die Familie 1921 nach Moskau zurück, wo Sjornow nach dem Schulabschluss die RabFak des Moskauer Lomonossow-Instituts für Praktische Mechanik und Elektrotechnik absolvierte.
Im September 1924 begann Sjornow das Studium an der Universität Moskau (MGU) in der Physikalisch-Mathematischen Fakultät. 1928 gehörte er zu den studentischen Hilfskräften des 6. Allunionskongresses der Physiker und betreute dank seiner Fremdsprachenkenntnisse, insbesondere Deutsch und Englisch, die ausländischen Gäste, darunter James Franck, Peter Debye, Max Born und Paul Dirac. Im Februar 1930 schloss er das Studium in der Fachrichtung Elektrovakuumtechnik ab.
Darauf wurde Sjornow wissenschaftlicher Mitarbeiter des Laboratoriums für niedrige Temperaturen und Inertgase des Moskauer Lenin-Allunionsinstituts für Elektrotechnik (bis 1934). Er konstruierte die ersten sowjetischen Gasentladungsröhren mit Natrium-Dampf und untersuchte das Leuchtverhalten im Hinblick auf die Lichtausbeute.
Sjornow lehrte ab 1932 am Lehrstuhl für Physik des Moskauer Instituts für Transportingenieure (bis 1955). Er wurde 1948 zum Doktor der physikalisch-mathematischen Wissenschaften promoviert und 1969 zum Professor ernannt.
Von 1936 bis 1939 arbeitete Sjornow im Kino-Foto-Forschungsinstitut und darauf im Moskauer Institut für Automatik und Telemechanik der Akademie der Wissenschaften der UdSSR (AN-SSSR, seit 1991 Russische Akademie der Wissenschaften (RAN)). Nach Beginn des Deutsch-Sowjetischen Kriegs war er mit dem Institut in Uljanowsk evakuiert (1941–1943). Unter seiner Leitung wurde ein Fernsehsystem mit großem Multizellen-Bildschirm entwickelt, wofür er eine Multikontak-Kathodenstrahlröhre konstruiert hatte (Erfindungsmeldung 21. Januar 1941).
Sjornow wurde 1953 zum Korrespondierenden Mitglied der AN-SSSR gewählt.
Mit Axel Berg, Boris Wwedenski, Wladimir Kotelnikow, Juri Kobsarew, Wladimir Migulin und Nikolai Dewjatkow initiierte Sjornow das 1953 gegründete Moskauer Institut für Radiotechnik und Elektronik der AN-SSSR, in dem er nun arbeitete und 1954 Vizedirektor wurde. Sein Forschungsschwerpunkt wurden photoelektrische Empfänger von Ultraviolettstrahlung.
Sjornow starb am 11. September 1971 in Moskau und wurde auf dem Wwedenskoje-Friedhof begraben.

## Ehrungen, Preise
- Medaille „Für heldenmütige Arbeit im Großen Vaterländischen Krieg 1941–1945“
- Orden des Roten Banners der Arbeit (1953, 1967)[3]